# Pseudotatia
Pseudotatia is een monotypisch geslacht van straalvinnige vissen uit de familie van de houtmeervallen (Auchenipteridae).

## Soort
- Pseudotatia parva Mees, 1974